# Feu à secteurs

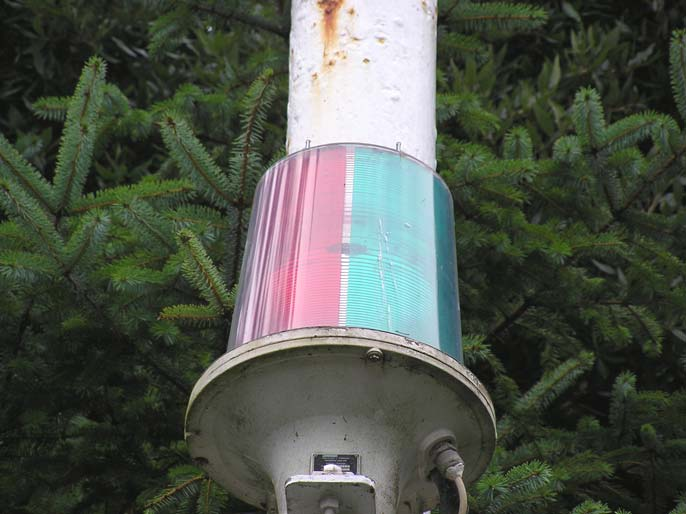
Le feu à secteurs de Salcombe : de petite taille (quelques dizaines de cm) mais de grande portée

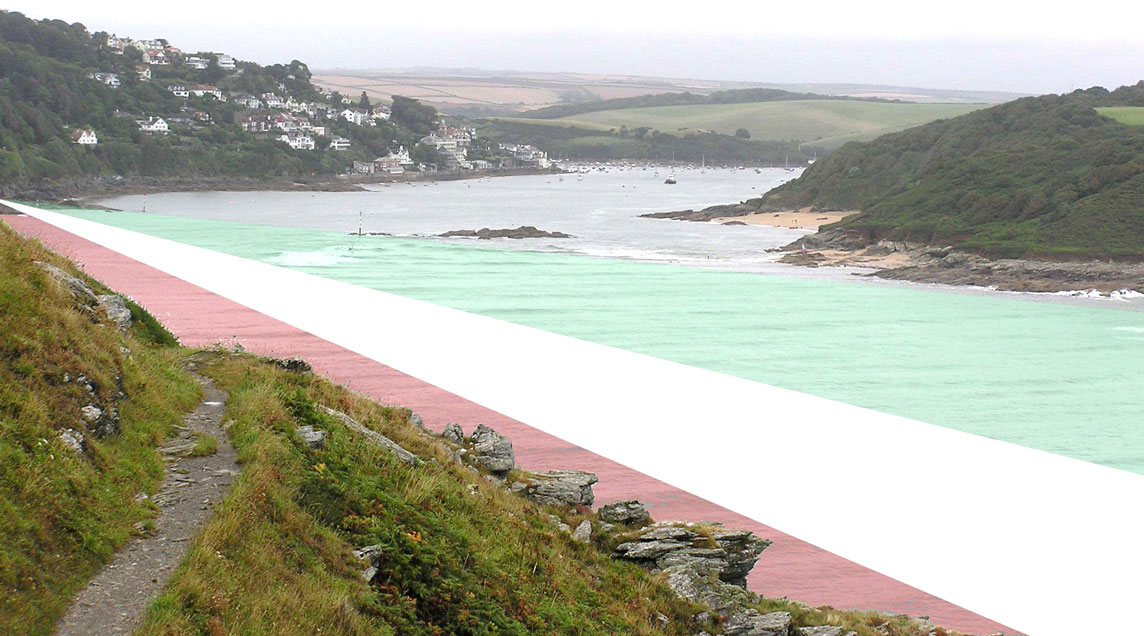
Schéma des zones éclairées par le feu à secteurs situé à l'entrée de la rivière de Salcombe.

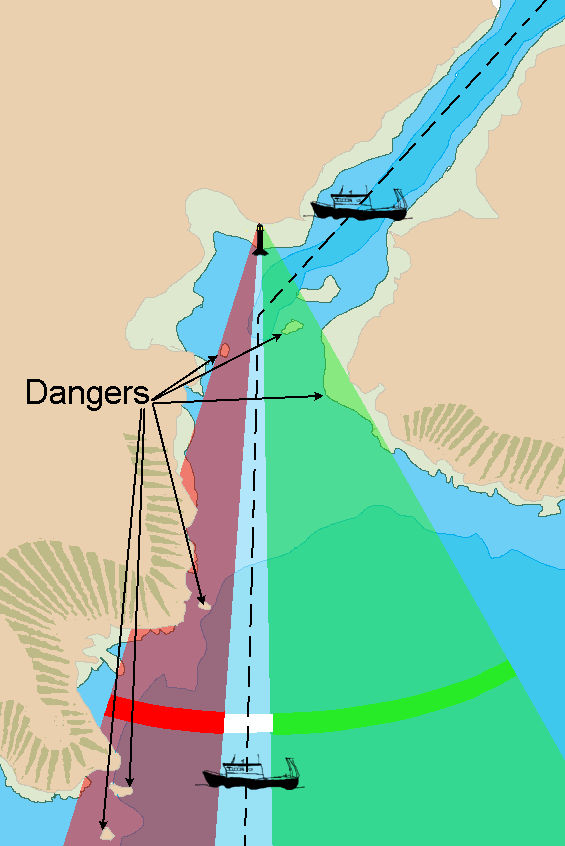
Le faisceau du même feu à secteurs, vu du dessus

En navigation maritime, un feu à secteurs ou feu de guidage est un balisage lumineux, généralement porté par un phare ou une balise, dont le faisceau lumineux change de couleur selon l'endroit d'où il est observé. Il est généralement utilisé pour permettre aux navires de naviguer de nuit dans un chenal maritime relativement étroit entouré de dangers comme un chenal d'entrée de port.

## Définition selon la réglementation française
- Un feu à secteurs est une aide à la navigation qui possède plusieurs couleurs et/ou rythmes différents sur un arc choisi. La couleur du feu apporte des informations de direction/position au navigateur.
- Un feu de guidage est un feu à secteur de faible amplitude (30° maximum) présentant un secteur blanc étroit sur la direction à suivre encadré par des secteurs vert et rouge, conformes aux règles du Système de Balisage Maritime AISM de la zone[1].

## Description
Un feu à secteurs est un balisage lumineux (phare ou feu) qui est utilisé pour guider, de nuit et aussi de jour, les navires dans un chenal cerné de dangers (écueils, absence de fonds). La couleur du feu perçue par l'observateur situé sur le navire varie en fonction de l'azimut du signal lumineux et permet au navigateur de savoir s'il se trouve placé correctement dans le chenal.   
Certains feux à secteurs sont suffisamment puissants pour être utilisés de jour. C'est généralement le cas quand les Livres des feux utilisent des formules comme « Allumé en permanence  »  ou ne précisent pas la période utile de l'aide à la navigation.

## Types de feux

### Conventionnel: à secteurs simples
Le feu à secteurs comporte généralement un secteur lumineux blanc qui désigne la zone libre de dangers et des secteurs lumineux rouge et vert, généralement fixes, qui désignent les secteurs dangereux (rouge à bâbord de la zone saine, vert à tribord ; l'inverse dans la zone B du balisage international). Si le bateau s'écarte de la zone des eaux saines, le signal lumineux devient selon le cas rouge ou vert permettant d'effectuer la correction dans la bonne direction. Le feu à secteurs est une alternative à un balisage plus coûteux consistant à placer des bouées lumineuses tout au long du chenal. Dans certains lieux de navigation (chenal non rectiligne , etc.) , le navire doit parfois suivre successivement plusieurs feux à secteurs. 
Le secteur blanc est généralement étroit (seulement de quelques degrés au plus, on peut le nommer feu de guidage). Les secteurs de garde varient en fonction des dangers à parer. 
Si sophistiqué que soit le dispositif, les Livres des feux mettent en garde les navigateurs : « de chaque côté de la ligne de démarcation entre le blanc et le rouge [...] et le vert, se trouve un petit arc de couleur indéfinissable ». (Voir plus bas Angle d'incertitude).

### À secteurs complexes

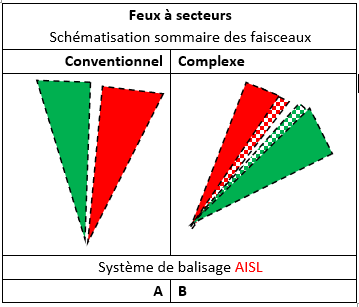
Feux à secteurs - Schématisation sommaire des faisceaux - Système de balisage international AISL A & B

La fiabilité du dispositif est améliorée en « matérialisant » cet angle d'incertitude par un arc, généralement très étroit, différents des arcs de garde ou de danger mais de même couleur. L'une des solutions classiques est un feu à occultation, isophase, etc. 

### Combinaison de feux à secteurs
Ces dispositifs sont plutôt rares, sinon exceptionnels.

#### Paires de feux à secteurs

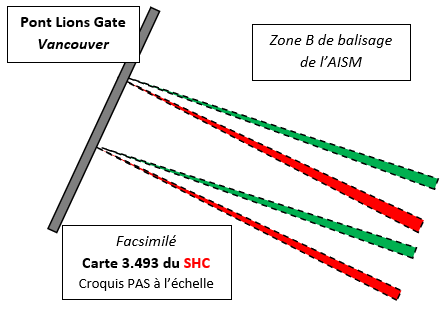
Feux à secteurs - Lions Bridge - Vancouver

À la sortie de l'un des bras les plus fréquentés du port de Vancouver (Colombie britannique) d'à peine 2/10 de MM utile, la carte 3.493 du SHC proposait deux feux à secteurs conventionnels distants de quelque 1/10 MM sur le pont Lions Gate. Ce dispositif probablement unique au monde jouait alors le rôle, sophistiqué, de séparateur de trafic.
Un Avis aux navigateurs de 2.021 signale que le dispositif est limité à un feu à secteurs complexe. (À cette occasion, un dispositif comparable a été installé du côté ouest du pont pour le trafic entrant).

#### Feux à secteurs multiples
Pour une approche de haute précision, l'AISM prévoit la succession de plusieurs feux à secteurs. La chose n'est possible qu'avec des caractéristiques lumineuses différentes.

#### Feux d'alignements délimitant un chenal
Autre solution assez rare, deux alignements (ou un alignement et un feu directionel) peuvent couvrir un chenal navigable relativement large. 

#### Alignements à secteurs
Sur le Mississippi inférieur, on trouve côte à côte trois alignements correspondant aux trois feux d’un feu à secteurs : rouge, blanc et vert. Le navire qui suit l’alignement blanc de Lower Belmont crossing (carte NOAA - 11.370) en trait plein au centre est rigoureusement sur la route ; les deux autres s’en écartent comme d’une droite (pointillée) de danger (ou de garde).

## Angle d'incertitude
Un observateur se dirigeant à bord d'un navire doit être informé avec une grande précision qu'il a franchi la limite d'un secteur pour pouvoir corriger immédiatement  sa route de navigation avant de se trouver dans la zone dangereuse. L'angle d'incertitude caractérise la zone éclairée située à la limite entre deux secteurs et dans laquelle l'observateur perçoit une couleur indécise. L'angle d'incertitude dépend des caractéristiques techniques de la source lumineuse et de la géométrie du phare. 

L'angle d'incertitude se calcule avec la formule suivante : 

Angle d'incertitude (en degrés) = (d/D) x 57 

avec d=longueur horizontale de la source lumineuse et D distance entre la source lumineuse et le filtre qui colore le faisceau lumineux.
Avec un feu à éclat dont le faisceau lumineux est obtenu via un bloc optique pivotant autour de la source lumineuse (il existe d'autres technologies),  la dimension horizontale à prendre en compte est la longueur horizontale du bloc optique pivotant et non de la source lumineuse. L'angle d'incertitude obtenu peut atteindre 5° ce qui est incompatible avec les exigences de la navigation. Il est donc recommandé de ne pas utiliser cette technologie pour les feux à secteur. Si ce choix est effectué la solution consiste à augmenter la valeur de D, c'est-à-dire à augmenter la distance entre la source lumineuse et le filtre coloré : c'est la solution retenue par exemple pour les phares de l'île d'Aix.  

## Limites de secteur oscillantes
Pour fournir une indication plus précise au navigateur circulant dans une chenal étroit, le feu à secteurs peut comporter des limites de secteur oscillantes : lorsque le navire se trouve non loin de la bordure du secteur, l'observateur perçoit des couleurs qui alternent entre celles des deux secteurs.

## Un exemple de feu à secteurs
Pour entrer dans la rivière Salcombe au Royaume-Uni il faut laisser sur sa gauche une côte escarpée, non éclairée (inhabitée) et non accore (quelques îlots la débordent) puis laisser des rochers en partie immergés sur tribord avant d'entrer dans la rivière en virant sur la droite. Un feu à secteurs situé sur la rive indique par un faisceau lumineux blanc étroit (5°) la route à suivre de nuit. Son secteur rouge désigne la zone dangereuse aux abords de la falaise de gauche tandis que le vert permet de se présenter correctement dans le passage resserré avant l'entrée dans la rivière.
Le feu en question est de taille modeste (une vingtaine de centimètres de haut), mais le faisceau blanc a une portée nominale de 10 milles. On peut remarquer l'étroitesse du faisceau lumineux blanc au départ : c'est la partie non colorée du voyant entre le rouge et le vert. 
Une fois arrivé dans l'axe de la rivière, le navire entrant doit suivre l'alignement de 2 feux directionnels (ils ne sont pas indiqués sur le schéma) qui permet de tenir une route au milieu de la rivière. 